# William Courtenay
William Courtenay (* 1342 bei Exminster, Devon; † 31. Juli 1396 in Maidstone, Kent) war Erzbischof von Canterbury und Lordkanzler von England. Außerdem war er Bischof von Hereford und London.

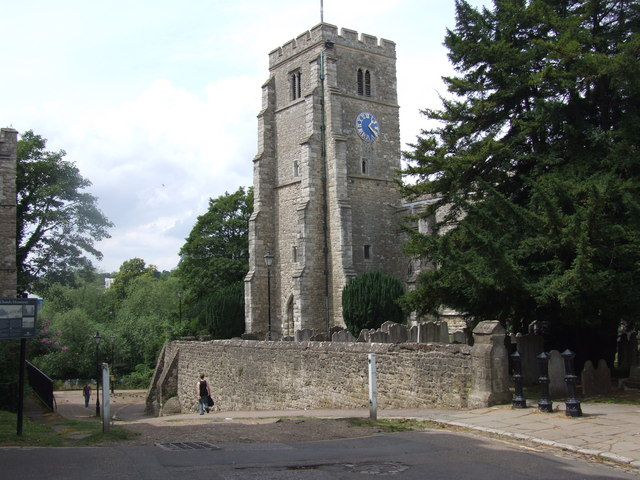
Allerheiligenkirche in Maidstone, errichtet unter Erzbischof Courtenay, 14. Jh.

William Courtenay entstammte der Adelsfamilie Courtenay. Seine Eltern waren Hugh Courtenay, 2. Earl of Devon und Margaret Bohun. Sein Urgroßvater war König Edward I.
Er studierte am Stapledon Hall College an der Universität Oxford. Mit der Ernennung 1367 zum Kanzler der Universität begann für William Courtenay sein politischer und kirchlicher Aufstieg. Am 17. März 1370 wurde er zum Bischof von Hereford geweiht. In dieser Funktion unterstützte er den Lordkanzler William von Wykeham bei dessen Auseinandersetzung mit John of Gaunt. Am 12. September 1375 wurde er zum Bischof von London ernannt. Die folgenden Jahre waren geprägt durch seine Auseinandersetzungen mit John of Gaunt und dem Kirchenkritiker John Wyclif. Am 30. Juli 1381 wurde er, als Nachfolger von Simon Sudbury, zum Erzbischof von Canterbury gewählt. Seine erste Amtshandlung war die Vermählung von König Richard II. mit Anne von Böhmen. Als Erzbischof widmete er all seine Kraft der Bekämpfung der Lollarden. Am 31. Juli 1396 starb Courtenay in Maidstone.